# Врбени
Врбени или Доњи Врбени (грч. Ιτέα, Итеа) је насеље у Грчкој у општини Лерин, периферија Западна Македонија. Према попису из 2021. било је 423 становника.
Македонски историчар Тодор Симовски, 1998. године наводи да је Врбени словенско насеље.

## Становништво
| Година       | 1951 | 1961 | 1971 | 1981 | 1991 | 2001 | 2011 |
| ------------ | ---- | ---- | ---- | ---- | ---- | ---- | ---- |
| Становништво | 960  | 927  | 733  | 713  | 698  | 650  | 542  |